# Re dell'Ulster
I re dell'Ulster appartenevano agli Ulaid. La mappa dell'Irlanda di Claudio Tolomeo (circa 150) li definisce col nome di "Volunti". All'inizio sembrano aver regnato sulle odierne contee di Monaghan, Armagh, Down e Antrim e su gran parte di quella di Louth. Il centro della provincia era in mano all'Airgialla, una confederazione di tribù Cruithin, vassalli degli Ulaid, e poi degli Uí Néill. La mappa di Tolomeo elenca due tribù più a ovest, i vennikini nella contea di Donegal e gli erpitianni lungo i Lough Erne. Erano probabilmente entrambe soggette agli Ulaid.
Attorno al 325 la capitale degli Ulaid, Emain Macha, fu attaccata e distrutta dai Tre Colla del Connacht. A partire da questa data gli Ulaid furono progressivamente ridimensionati, fino a restare sovrani solo delle terre a est del Bann. Ancora nel 1080 il sovrano Ulaid Aed Meranach Ua hEochada tentò di riportare il regno alla sua antica estensione.

## Re pre-storici
- Eber Donn
- Cimbáeth
- Macha Mong Ruad
- Fergus mac Leiti
- Eochaid Sálbuide
- Fergus mac Róich
- Conchobar mac Nessa
- Cúscraid mac Conchobar
- Éllim mac Conrach
- Mal mac Rochraide mheic Cathbad
- Tibraide Tirech mac Breasal Brecc mheic Ferb
- Áengus Goibnenn mac Fergus Gallen mheic Tibraide Tirech
- Fergus Dubdétach
- Aengus Finn mac Fergus Dubdétach
- Lugaid Lorc mac Áengus Finn
- Dub mac Fomor mheic Airgetmar
- Fiachu Araide mac Áengus Goibnenn mheic Fergus Gallen
- Fedlimid mac Cas mheic Fiachu Araide
- Imchad mac Fedlimid
- Ros mac Imchad
- Cronn Badruí mac Eochaid mheic Lugaid mac Ros mac Imchad
- Fergus Foga mac Fraechar Foirtriun
- Cáelbad mac Cronn Badruí

## Re storici
- Forga mac Dallán mheic Dubthach mac Mianach mac of Lugaid Lorc
- Muiredach Muinderg mac Forga mac Dallan
- Eochaid mac Muiredaig Muinderg
- Cairell mac Muiredaig Muinderg
- Eochaid mac Condlai mac Caolbhadh???-553
- Fergnae mac Oengusso Ibdaig 553-557
- Demmán mac Cairill 557-572
- Báetán mac Cairill 572-ca. 581
- Áed Dub mac Suibni circa 581-588
- Fiachnae mac Báetáin (Fiachnae Lurgan) 588-626
- Fiachnae mac Demmáin 626-627
- Congal Cáech (Congal mac Sgánnail) 627-637/639
- Máel Cobo mac Fiachnai 637/639-ca. 644
- Blathmac mac Máele Cobo circa 644-647
- Congal Cennfoto mac Dunchado 647-670
- Fergus mac Áedain 670-692
- Bécc Bairrche mac Blathmaic 692-707
- Cú Chuarán mac Dunbaile Eilni 707-708
- Áed Róin mac Bécce Bairrche 708-735
- Cathussach mac Ailello 735-749
- Bressal mac Áedo Róin 749-750
- Fiachnae mac Áedo Róin 750-789
- Tommaltach mac Indrechtaig 789-790
- Eochaid mac Fiachnai 790-810
- Cairell mac Fiachnai 810-819
- Máel Bressail mac Ailello 819-825
- Muiredach mac Eochada 825-839
- Matudán mac Muiredaig 839-857
- Lethlobar mac Loingsig 857-873
- Cathalan mac Indrechtaig 857-871
- Ainbíth mac Áedo 873-882
- Airemón mac Áedo 882-886
- Eochocán mac Áedo 882-883
- Fiachnae mac Ainbíth 886-886
- Becc mac Airemón 886-893
- Muiredach mac Eochocáin 893-896
- Máel Mocheirge mac Indrechtaig 893-896
- Cenn Etig mac Lethlobair 896-900
- Aitith mac Laigni 896-898
- Áed mac Eochocáin 898-919
- Dubgall mac Áeda 919-925
- Loingsech mac Cinn Etig 925-932
- Eochaid mac Conaill 932-937
- Matudán mac Áeda 937-950
- Ardgal mac Matudáin 950-970
- Niall mac Áeda 970-971
- Áed mac Loingsig 971-972
- Eochaid mac Ardgail 972-1004
- Gilla Comgaill mac Ardgail 1004-1005
- Máel Ruanaid mac Ardgail 1005-1007
- Matudán mac Domnaill 1007-1007
- Dub Tuinne ("In Torc") mac Eochada 1007-1007
- Domnall mac Duibh Thuinne 1007-1007
- Niall mac Duib Thuinne 1007-1016
- Muiredach mac Matudáin 1007-1008
- Niall mac Eochada 1016-1063
- Eochaid mac Néill meic Eochada???? -1062
- Donnchad Ua Mathgamna 1063-1065
- Cú Ulad Ua Flaithrí 1065-1071
- Lochlainn Ua Máel Ruanaid 1071-1071
- Donn Sléibe mac Eochada 1071-1078
- Áed Meranach Ua hEochada 1078-1080
- Goll na Gorta Ua Mathgamna 1080-1081
- Donn Sléibe mac Eochada 1081-1091
- Donnchad mac Duinn Sléibe 1091-1095
- Eochaid mac Duinn Sléibe 1095-1099
- Donnchad mac Duinn Sléibe 1099-1099
- Eochaid mac Duinn Sléibe 1099-1108
- Donnchad mac Duinn Sléibe 1108-1113
- Áed mac Duinn Sléibe 1113-1127
- Eochaid Ua Mathgamna 1113-1127
- Ragnall Ua hEochada 1127-1131
- Cú Ulad mac Conchobair Chisenaig Mac Duinn Sléibe 1131-1157
- Áed mac Con Ulad Mac Duinn Sléibe 1157-1158
- Eochaid mac Con Ulad Mac Duinn Sléibe 1158-1166
- Magnus mac Con Ulad Mac Duinn Sléibe 1166-1171
- Donn Sléibe mac Con Ulad Mac Duinn Sléibe 1171-1172
- Ruaidrí mac Con Ulad Mac Duinn Sléibe 1172-1201
- Mhághnuís Maguire 1296-1358